# Christian Bertilsson
Christian Bertilsson   (Kristianstad, 5 de setembre de 1991) és un ciclista suec inactiu. Practicava tant el ciclisme de muntanya com el de carretera.

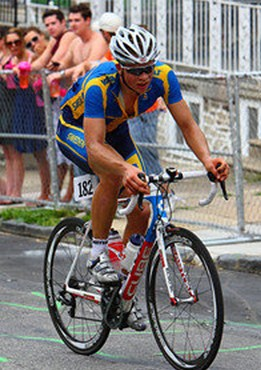
El ciclista de muntanya i carretera suec Christian Bertilsson durant una competició vestit amb la samarreta de la selecció nacional l'any 2011.

Va començar a destacar el 2009 mercès a vèncer el Campionat de Suècia de Ciclisme de Muntanya en la categoria júnior. La temporada del 2010, va guanyar la tercera etapa de la cursa de carretera Hammarö 3-dagars. A més, va ser segon en un tram del Bureloppet, en què també va quedar quart de la general.
El 2011 va iniciar la carrera professional quan es va unir mitjançant el seu primer contracte a l'equip CykelCity.se, suec però de projecció internacional. La primera medalla sènior la va obtenir el mateix any en assolir el bronze en la pista curta del Campionat de Suècia de Ciclisme en Ruta.
El 2012 es va mantenir en l'equip, però la temporada següent va signar amb Team People4you-Unaas Cycling. Finalment, el 2014, va canviar-se al Development Team Giant-Shimano, vinculat al Team DSM.
Amb tot, va caure en una depressió i tenia atacs de pànic, fins al punt d'internar-lo en un hospital psiquiàtric un dia que va perdre la consciència a l'aeroport de Nova York.
Així doncs, va decidir retirar-se de l'esport, si més no de les competicions professionals. També va participar en un llibre d'experiències entorn de la salut mental junt amb set altres esportistes d'elit nacionals, inclosos Magnus Muhrén i Linus Thörnblad, que es titula På andra siden väggen.

## Victòries
- 2009: Campionat de Suècia de Ciclisme de Muntanya (Júnior)
- 2012: Färs and Frocta Sparbank GP
- 2012: Pròleg de la Gira per Jämtland
- 2013: Sandby GP
- 2013: Sista Chansen